# Eri Yamanoi
Eri Yamanoi (Ibaraki, Japón, 12 de septiembre de 1978) es una nadadora japonesa retirada especializada en pruebas de estilo libre media distancia, donde consiguió ser medallista de bronce mundial en 2001 en los 4x200 metros estilo libre.

## Carrera deportiva
En el Campeonato Mundial de Natación de 2001 celebrado en Fukuoka ganó la medalla de bronce en los relevos de 4x200 metros estilo libre, con un tiempo de 8:02.97 segundos, tras Reino Unido (oro con 7:58.69 segundos) y Alemania (plata con 8:01.65 segundos).